# Кантагалу
Кантага́лу (порт. Cantagalo) — округ в государстве Сан-Томе и Принсипи. Расположен в восточной части острова Сан-Томе. Площадь 119 км². Население 14 681 человек (2006). Административный центр — город Сантана.
Изменение численности населения округа
- 1940 7 854 (12,9 % численности населения страны)
- 1950 8 568 (14,2 % численности населения страны)
- 1960 9 758 (15,2 % численности населения страны)
- 1970 9 697 (13,1 % численности населения страны)
- 1981 10 435 (10,8 % численности населения страны)
- 1991 11 433 (9,7 % численности населения страны)
- 2001 13 258 (9,6 % численности населения страны)